# Kreis Lippe
Kreis Lippe is een Kreis in de Duitse deelstaat Noordrijn-Westfalen. Kreisstadt is Detmold. De Kreis telt 346.970 inwoners (31 december 2020) op een oppervlakte van 1.246,19 km². Op 31 december 2020 had 9,49% van de inwoners een niet-Duits staatsburgerschap (32.925 niet-Duitsers) en hadden 485 inwoners het Nederlandse staatsburgerschap.

## Geschiedenis
Kreis Lippe ontstond in 1973 door samengaan van Kreis Lemgo en Kreis Detmold en omvat ongeveer het gebied van de in 1945 opgeheven vrijstaat Lippe.

## Steden en gemeenten

Gemeenten in Lippe

De volgende steden en gemeenten liggen in het district:
| Steden | Gemeenten                                                                       |
| --- | ------------------------------------------------------------------------------- |
| 1. Bad Salzuflen 2. Barntrup 3. Blomberg 4. Detmold 5. Horn-Bad Meinberg 6. Lage 7. Lemgo 8. Lügde 9. Oerlinghausen 10. Schieder-Schwalenberg | 1. Augustdorf 2. Dörentrup 3. Extertal 4. Kalletal 5. Leopoldshöhe 6. Schlangen |

Zie ook: Lijst van Kreise en kreisfreie steden in Noordrijn-Westfalen
Augustdorf · Bad Salzuflen · Barntrup · Blomberg · Detmold · Dörentrup · Extertal · Horn-Bad Meinberg · Kalletal · Lage · Lemgo · Leopoldshöhe · Lügde · Oerlinghausen · Schieder-Schwalenberg · Schlangen